# День государственной службы Организации Объединённых Наций
День государственной службы Организации Объединённых Наций (на других официальных языках ООН: англ. United Nations Public Service Day, араб. يوم الأمم المتحدة للخدمة العامة, ‎исп. Día de la Administración Pública de las Naciones Unidas, кит. 联合国公务员日, фр. Journée des Nations Unies pour la fonction publique
) — день Организации Объединённых Наций, посвящённый государственной службе и государственным служащим. Отмечается ежегодно 23 июня начиная с 2003 года.

## История
Праздник установлен на 57-й сессии Генеральной Ассамблеи ООН (Резолюция № A/RES/57/277 от 7 марта 2003 года). В этой резолюции указывается, что эффективное гласное государственное управление на международном и национальном уровнях играет ключевую роль в осуществлении согласованных целей.
На своей 60-й сессии Генеральная Ассамблея в резолюции 60/34 ООН подчёркнула необходимость более эффективного использования Дня государственной службы. Генеральная Ассамблея призвала государства — члены ООН в этот день организовывать спецмероприятия, которые бы наглядно освещали работу госслужбы ООН и её вклад в процесс развития.

## Национальные праздники
- Президент Украины в 2003 году установил национальный праздник — «День государственной службы», который также ежегодно отмечается 23 июня.